# 中島浩二の音楽で行こう
中島浩二の音楽で行こうは、KBCラジオで1998年4月〜2004年9月に土曜の12:00〜17:30まで放送していたリクエスト番組。パーソナリティは中島浩二と金星麗奈（〜2001年3月）→上野奈生。
沢田幸二や和田安生も一部のコーナーに出演していた。
プロ野球オンシーズンは、野球中継の「KBCダイナミックホークス実況中継」を内包しており、野球中継の関係上、放送時間がイレギュラーであった。
また、競馬中継、ばってんのふれあい天国なども内包していた。
| KBCラジオ 土曜日昼の生ワイド枠                                           | KBCラジオ 土曜日昼の生ワイド枠 | KBCラジオ 土曜日昼の生ワイド枠                                     |
| 前番組                                                                   | 番組名                         | 次番組                                                             |
| ------------------------------------------------------------------------ | ------------------------------ | ------------------------------------------------------------------ |
| ウルトラサタデーミュージックchop!! （10:00〜17:00 1997年4月〜1998年3月） | 中島浩二の音楽で行こう         | ナカジー・けいすけのゲバゲバサタデー （12:00〜17:40 2004年10月〜） |